# Loweswater (by)
Loweswater är en by och en civil parish i Cumbria i England. Orten har 209 invånare (2001).
En kilometer väster om byn ligger sjön Loweswater. 